# اسمیت گلی، ویکتوریا
اسمیت گلی (به انگلیسی: Smiths Gully) یک شهرک در استرالیا است که در ویکتوریا (استرالیا) واقع شده‌است.